# Bucquetia glutinosa
Bucquetia glutinosa är en tvåhjärtbladig växtart som först beskrevs av Carl von Linné d.y., och fick sitt nu gällande namn av Dc.. Bucquetia glutinosa ingår i släktet Bucquetia och familjen Melastomataceae. Inga underarter finns listade i Catalogue of Life.